# Palais Kollonitsch

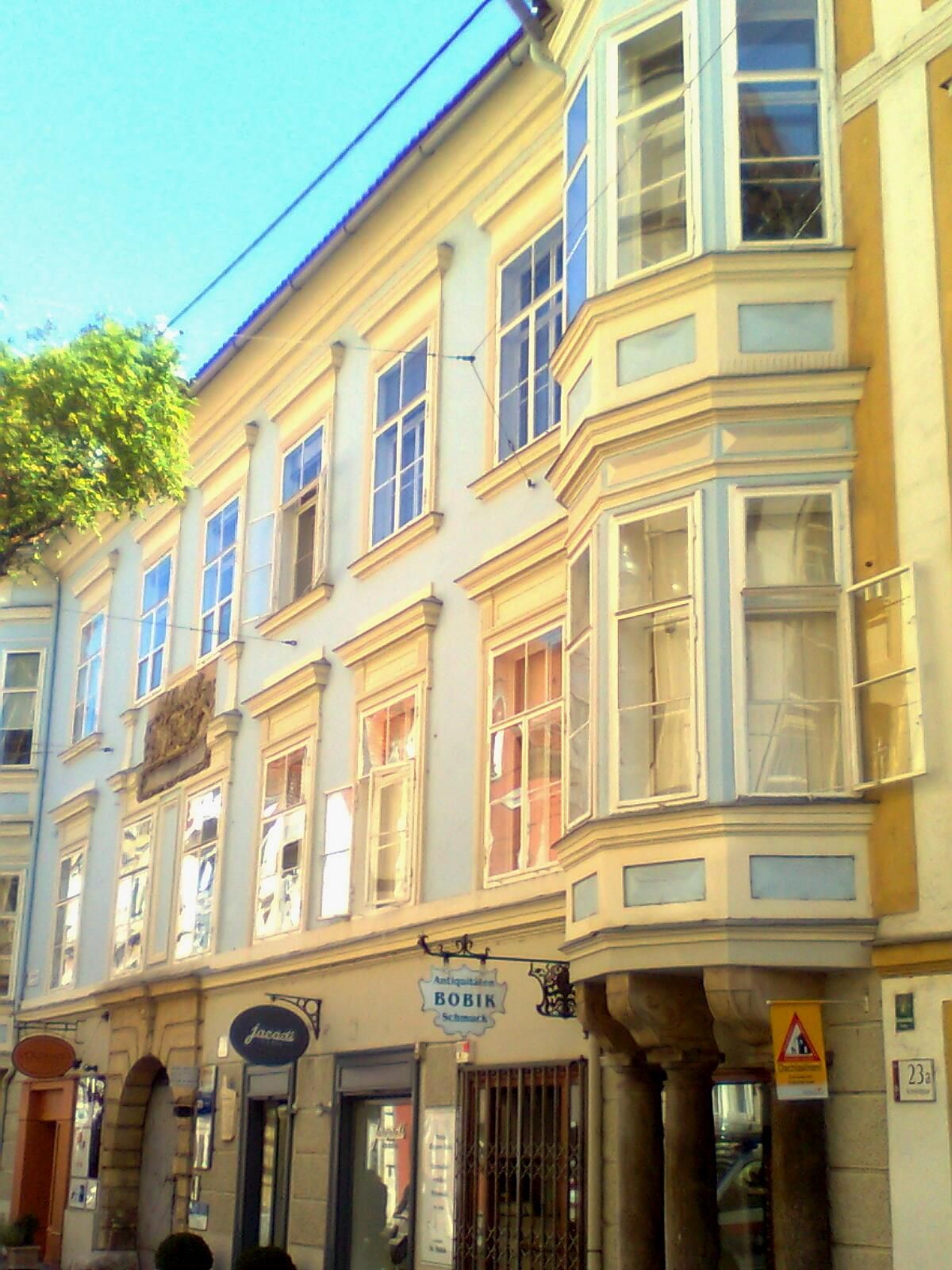
Palais Kollonitsch

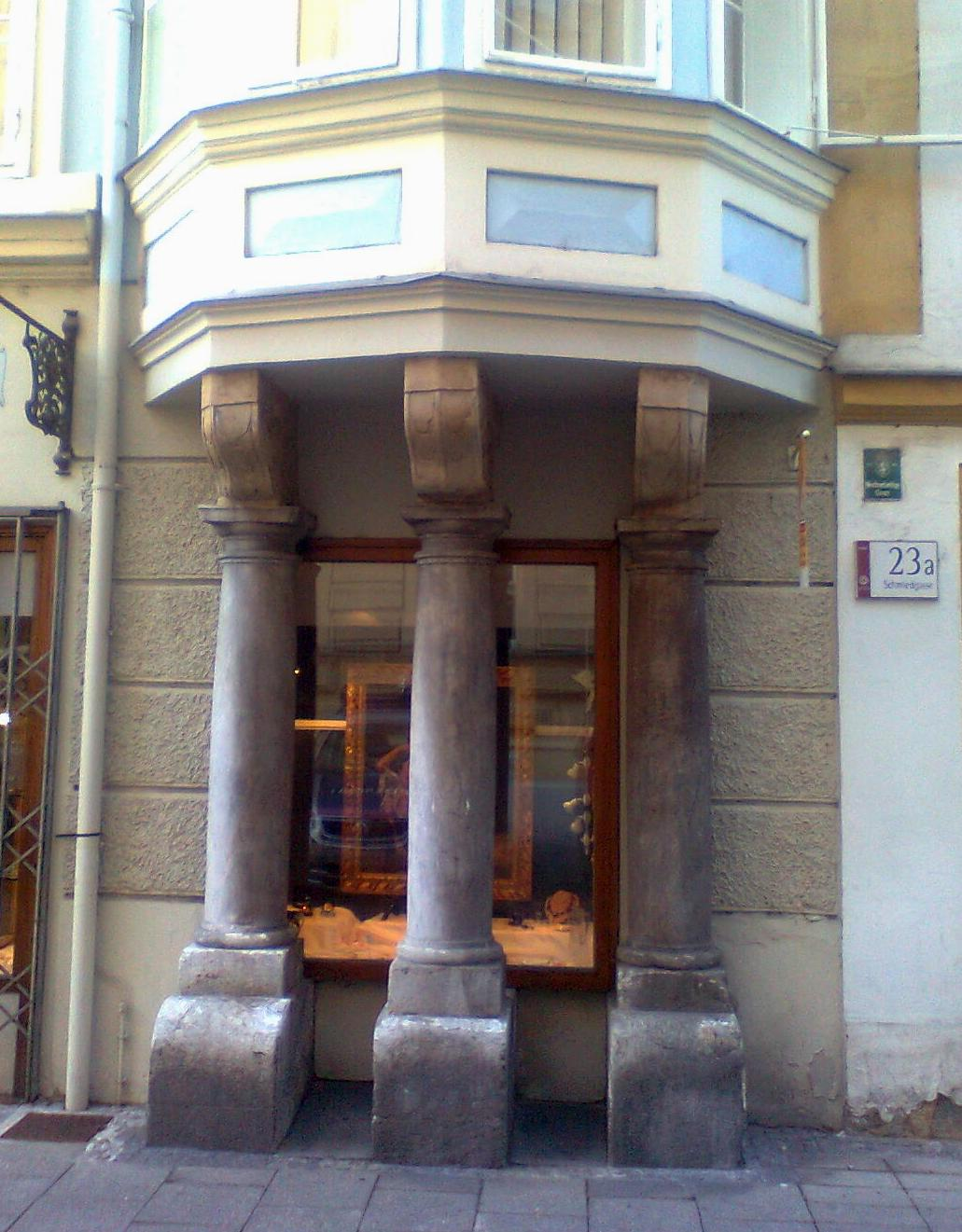
Polygonaler Eck-Erker auf toskanischen Säulen

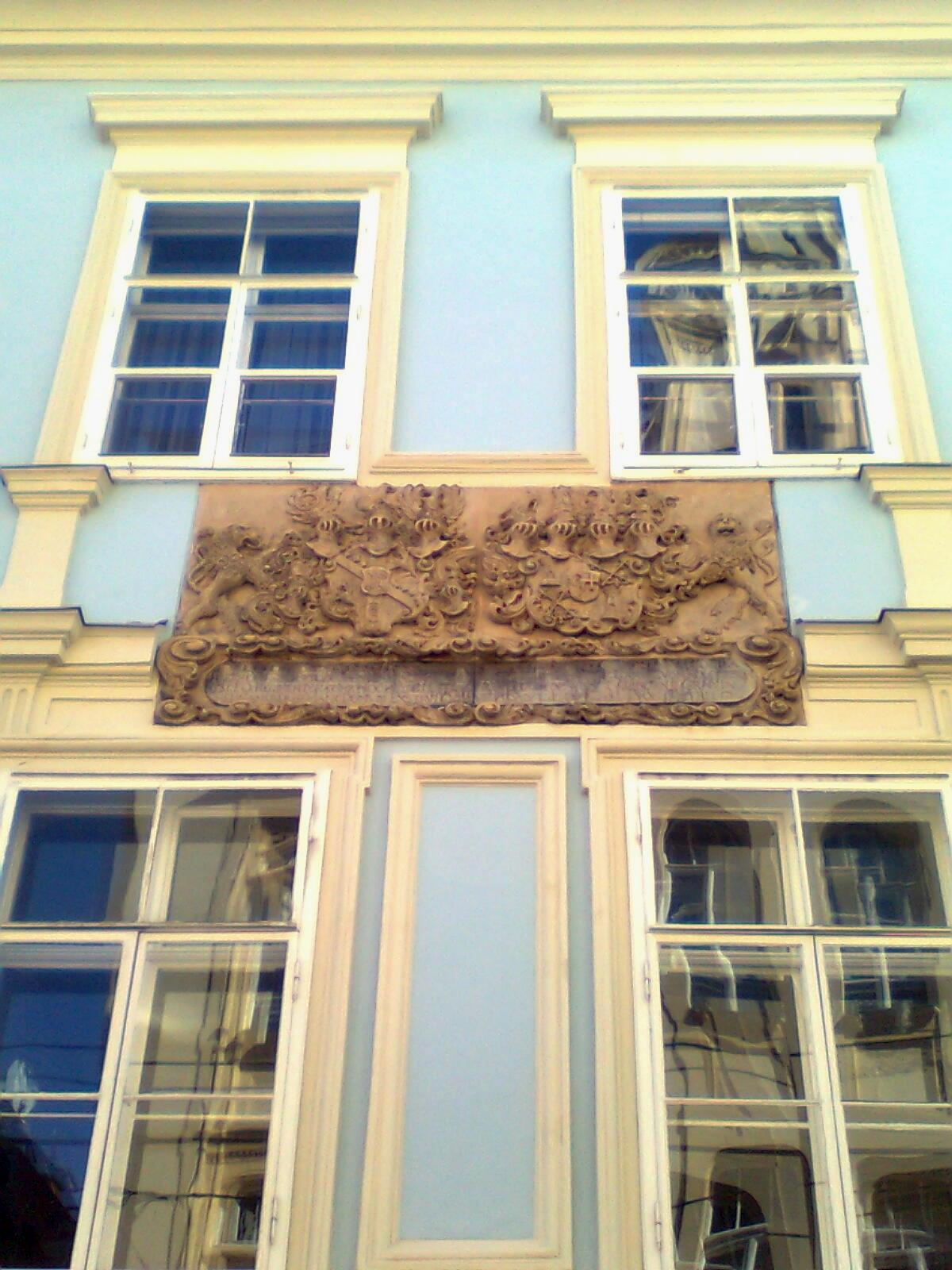
Fassadendetail mit Allianzwappen

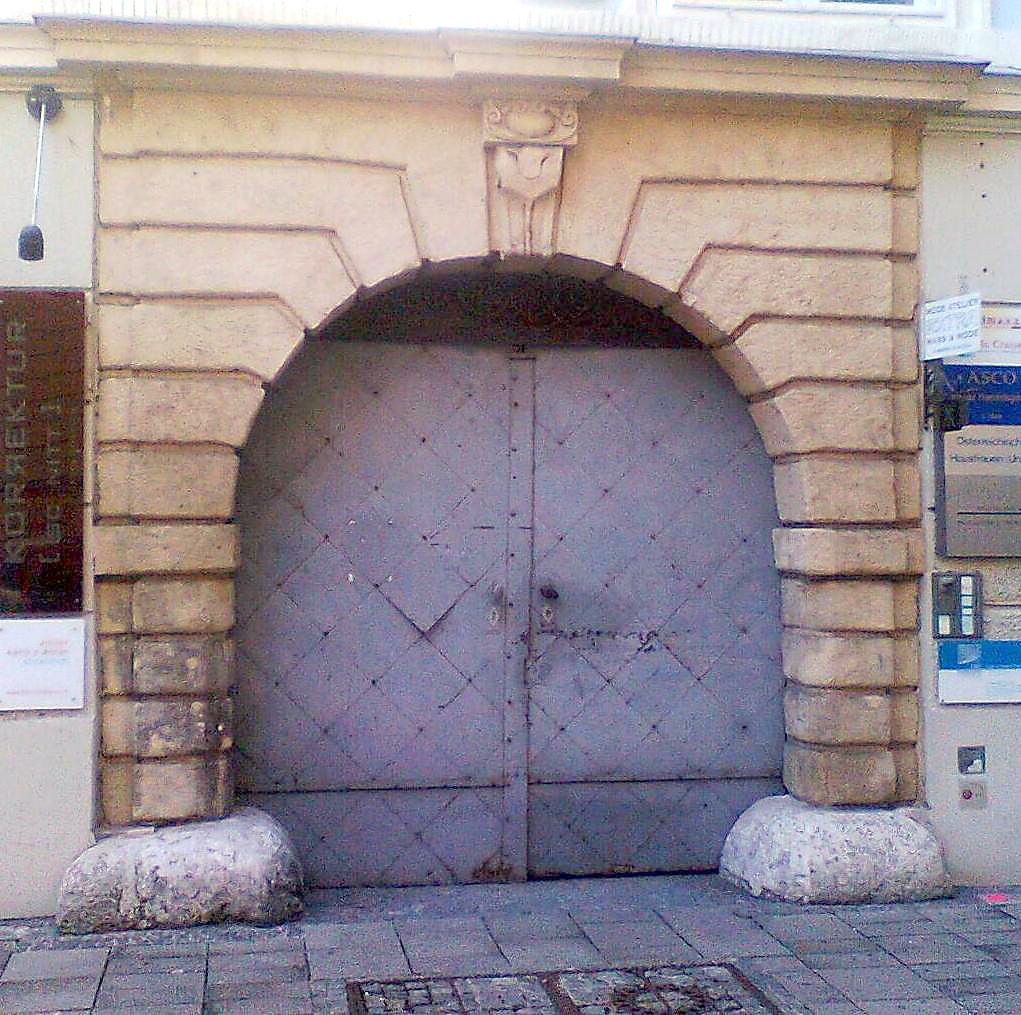
Graz, Schmiedgasse 21, Palais Kollonitsch, Portal

Das Palais Kollonitsch ist ein ehemaliges Grazer Stadtpalais in der Schmiedgasse im Bezirk Innere Stadt.

## Geschichte
Im Jahr 1641 erwarb Graf Otto Gottfried Kollonitsch, k.k. Regimentsrat und Kämmerer von Erzherzog Leopold Wilhelm, ein an dieser Stelle bestehendes Stadthaus. Dabei handelte es sich um das sogenannte „Judelhaus“, ein Gebäude, das der römisch-deutsche König Maximilian I. 1496 seinem Rat Erhard von Polheim geschenkt hatte. In der Folgezeit befand es sich im Besitz des Freiherrn Hanns Wilhelm von Galler und wurde von diesem 1630 an den landschaftlichen Koch Sebastian Khneißl weiterverkauft, bevor es in den Besitz des Grafen Kollonitsch überging. Es wurde schließlich in einen Familienfideikommiss eingebracht.
Das heutige Palais wurde nach dem Abbruch seines Vorgängerbaus errichtet. Ab 1772 wurde das herrschaftliche Haus für drei Jahre dem Grafen und k.k. Kämmerer Joseph Kottulinsky überlassen. 1780 begann eine größere Renovierung, die mit einer Dacherneuerung im Jahr 1815 abgeschlossen wurde. Nach dem Tod des letzten Vertreters der Familie Kollonitsch, dem Grafen Max von Kollonitsch, wurde das Palais an den Immobilienmakler und Major Martin Prandstetter-Theimer (es dürfte sich um den Enkel von Martin Teimer von Wildau (1778–1838) Tiroler Freiheitskämpfer und österreichischer Offizier sowie Militär-Maria-Theresia-Ordens-Ritter handeln) veräußert, der die Räume im Erdgeschoß zu Geschäftsräumen umbauen ließ. 1901 wurden Teile des Gebäudes an die Stadtgemeinde Graz vermietet und 1918 ging das Palais in den Besitz der Gastwirte-Genossenschaft über. Bis 1972 war in den Räumlichkeiten des Palais die Kammer der gewerblichen Wirtschaft untergebracht. Seit Anfang der 1970er Jahre befindet sich das Palais Kollonitsch in Privatbesitz und ist derzeit im Besitz der DONAU Versicherung AG Vienna Insurance Group.
Bekannte Persönlichkeiten, die das Palais momentan bewohnen sind die Künstler Sascha Chernysh und Tina Zündel.

## Architektur und Gestaltung
Das dreigeschoßige Adelspalais der Spätrenaissance wurde mit Säulenarkaden um einen rechteckigen Innenhof errichtet. An der Straßenfassade befinden sich im Obergeschoß zwei polygonale Eckerker. Sie werden von je drei toskanischen Säulen getragen. Da ihre Sockel zu weit in die Schmiedgasse ragten, musste ein Teil 1839 auf Anweisung des Stadtbauamts abgetragen werden.
Ein Relief mit dem Wappen der Familie Kollonitsch befindet sich über dem rustizierenden Rundbogen-Steinportal der Mittelachse der Frontfassade. Darunter ist eine Bauinschrift mit dem Vermerk des Baujahres 1642 und den Auftraggebern, Graf Otto Gottfried von Kollonitsch mit seiner Gattin Johanna Sophia, geb. Gräfin Thurn, angebracht. Durch eine breite Einfahrt gelangt man in den Innenhof mit dreigeschoßigen Arkadengängen an der Nordost- und Südost-Fassade. Im Erdgeschoß werden die Bögen von quadratischen Pfeilern, in den beiden Obergeschoßen von toskanischen Säulen getragen.
Die offenen Vorsäle (Sala) im ersten und zweiten Obergeschoß sind über eine Steintreppe erreichbar. Erwähnenswert ist ein Saal mit einem Spiegelgewölbe im zweiten Obergeschoß des Haupttrakts. Er ist mit Kartuschenmalereien (um 1690) von Antonio Maderni und mit Stuckdekorationen von Joseph Antonio Serenio versehen. Die Malereien zeigen Darstellungen der Huldigung Eros’ sowie einige Eroten, puttenähnliche Kinderengel und die vier Jahreszeiten. Die Rokoko-Stuckdecken (um 1760/65) einiger anderer Räume stammen vermutlich von Heinrich Formentini. Im ersten Obergeschoß des Südflügels befand sich die Hauskapelle. Sie bestand aus zwei Jochen und wies ein Stichkappengewölbe auf. Die Stuckdekoration stammt aus dem 17. Jahrhundert.

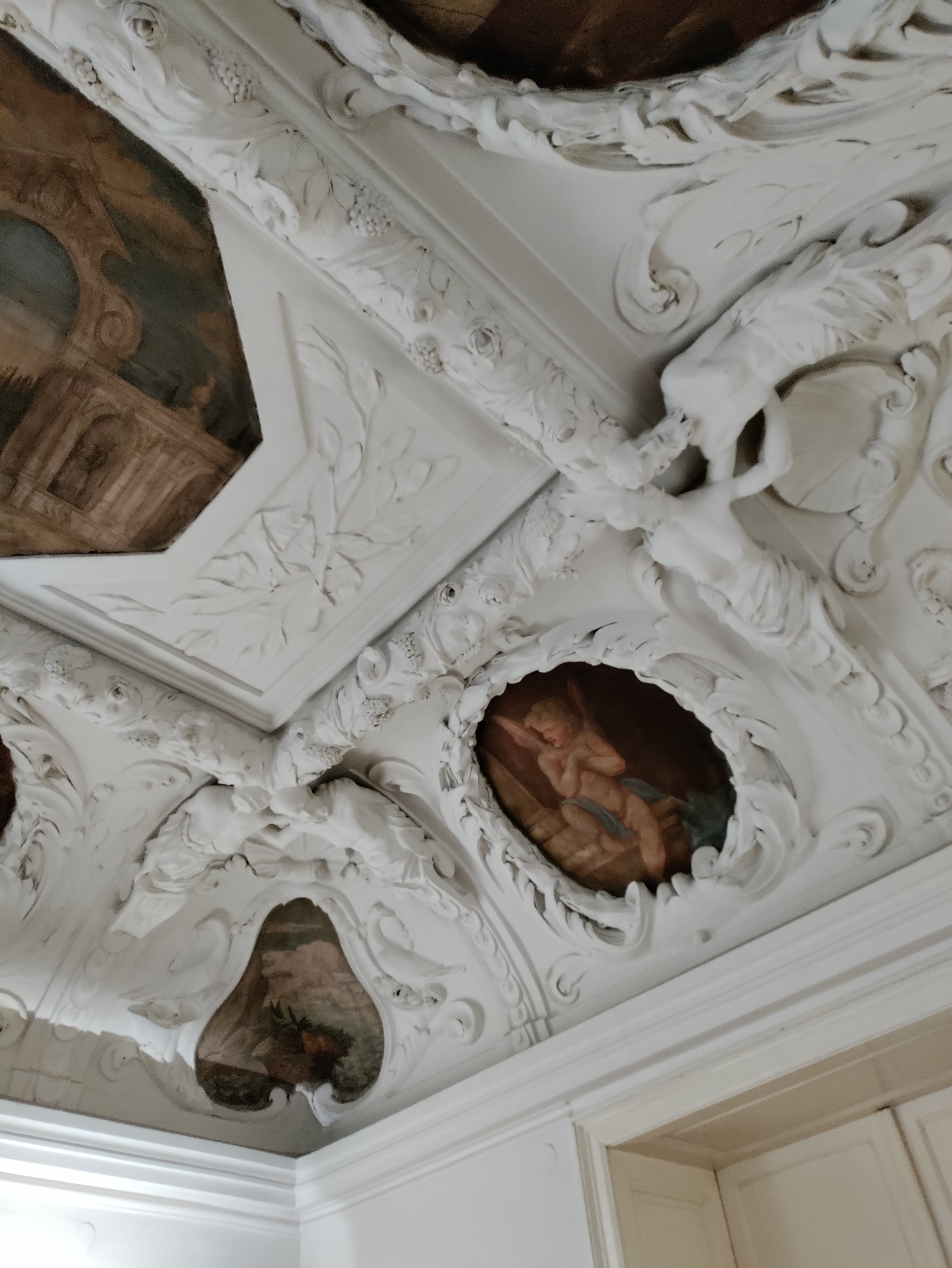
Decke im Inneren
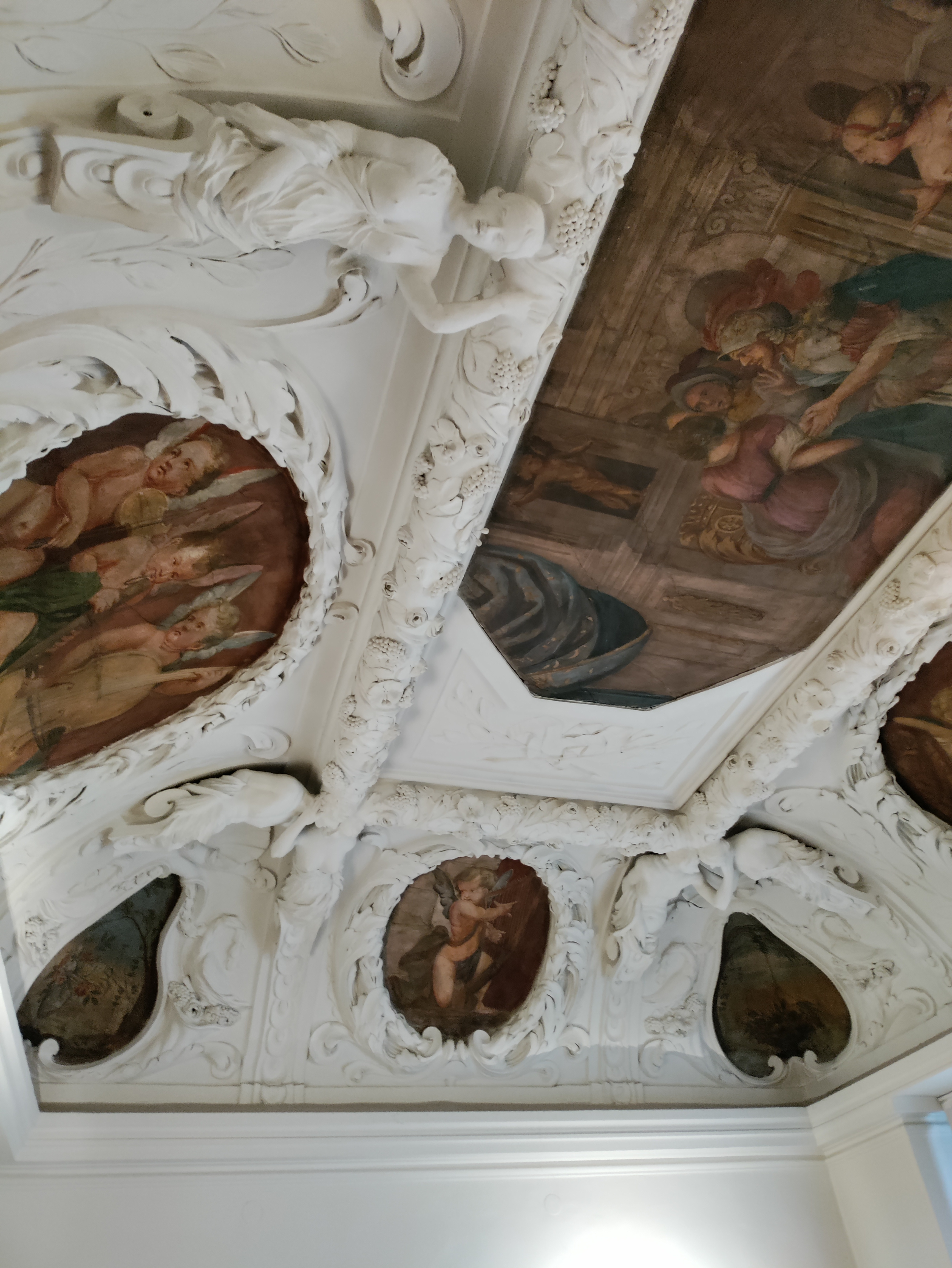
Decke im Inneren